# Liste des chapelles de la Drôme
La liste des chapelles de la Drôme présente les chapelles de culte catholique situées sur le territoire des communes du département français de la Drôme. Il est fait état des diverses protections dont elles peuvent bénéficier, et notamment les inscriptions et classements au titre des monuments historiques.
Toutes sont situées dans le diocèse de Valence.

## Liste
| Chapelle                                                                                               | Commune                    | Adresse | Coordonnées                      | Notice         | Protection                                                                      | Date        | Illustration                                                           |
| --- | -------------------------- | ------- | -------------------------------- | -------------- | ------------------------------------------------------------------------------- | ----------- | ---------------------------------------------------------------------- |
| Chapelle Saint-François-de-Sales d'Aleyrac                                                             | Aleyrac                    |         | à géolocaliser                   |                |                                                                                 |             | Image manquante Téléverser                                             |
| Chapelle Sainte-Barbara d'Allan                                                                        | Allan                      |         | 44° 29′ 04″ nord, 4° 48′ 05″ est | « PA00116881 » | Classé MH                                                                       | 1924        | Chapelle Sainte-Barbara d'Allan                                        |
| Chapelle du sanctuaire de la congrégation Saint-Joseph d'Allex                                         | Allex                      |         | 44° 45′ 50″ nord, 4° 54′ 56″ est |                |                                                                                 |             | Chapelle du sanctuaire de la congrégation Saint-Joseph d'Allex         |
| Chapelle du cimetière d'Ancône                                                                         | Ancône                     |         | 44° 34′ 54″ nord, 4° 43′ 43″ est |                |                                                                                 |             | Image manquante Téléverser                                             |
| Chapelle dite Baronna d'Anneyron                                                                       | Anneyron                   |         | à géolocaliser                   |                |                                                                                 |             | Image manquante Téléverser                                             |
| Chapelle Saint-Pierre et Saint-Paul d'Anneyron                                                         | Anneyron                   |         | à géolocaliser                   |                |                                                                                 |             | Image manquante Téléverser                                             |
| Chapelle Saint-Alban de Saint-Alban (Drôme)                                                            | Aouste-sur-Sye             |         | 44° 41′ 59″ nord, 5° 03′ 12″ est |                |                                                                                 |             | Image manquante Téléverser                                             |
| Chapelle Notre-Dame de la Consolation d'Aouste-sur-Sye                                                 | Aouste-sur-Sye             |         | 44° 21′ 52″ nord, 5° 15′ 25″ est |                |                                                                                 |             | Image manquante Téléverser                                             |
| Chapelle Sainte-Catherine de Tarendol                                                                  | Bellecombe-Tarendol        |         | 44° 21′ 35″ nord, 5° 20′ 37″ est |                |                                                                                 |             | Chapelle Sainte-Catherine de Tarendol                                  |
| Chapelle Saint-Étienne de Saint-Étienne (Drôme)                                                        | Bellecombe-Tarendol        |         | 44° 21′ 03″ nord, 5° 20′ 37″ est |                |                                                                                 |             | Image manquante Téléverser                                             |
| Chapelle de Montlahuc                                                                                  | Bellegarde-en-Diois        |         | 44° 32′ 04″ nord, 5° 27′ 09″ est |                |                                                                                 |             | Image manquante Téléverser                                             |
| Chapelle Saint-Sébastien de Bouchet                                                                    | Bouchet                    |         | 44° 17′ 58″ nord, 4° 52′ 28″ est | « PA00116897 » | Inscrit MH                                                                      | 1972        | Chapelle Saint-Sébastien de Bouchet                                    |
| Chapelle Notre-Dame-de-la-Consolation de Bonneval                                                      | Boulc                      |         | 44° 37′ 39″ nord, 5° 36′ 49″ est |                |                                                                                 |             | Image manquante Téléverser                                             |
| Chapelle Saint-Louis des Tatins                                                                        | Boulc                      |         | 44° 39′ 14″ nord, 5° 35′ 57″ est |                |                                                                                 |             | Image manquante Téléverser                                             |
| Chapelle du collège Sainte-Marie de Bourg-de-Péage                                                     | Bourg-de-Péage             |         | à géolocaliser                   |                |                                                                                 |             | Image manquante Téléverser                                             |
| Chapelle Saint-Joseph de Bouvières                                                                     | Bouvières                  |         | 44° 31′ 11″ nord, 5° 12′ 39″ est |                |                                                                                 |             | Image manquante Téléverser                                             |
| Chapelle Saint-Secret de Bouvières                                                                     | Bouvières                  |         | 44° 32′ 16″ nord, 5° 13′ 06″ est |                |                                                                                 |             | Image manquante Téléverser                                             |
| Chapelle des Ursulines de Buis-les-Baronnies                                                           | Buis-les-Baronnies         |         | 44° 16′ 33″ nord, 5° 16′ 25″ est | « PA00116900 » | Inscrit MH Portail Louis XIII                                                   | 1926        | Chapelle des Ursulines de Buis-les-Baronnies                           |
| Chapelle Saint-Martin de Buis-les-Baronnies                                                            | Buis-les-Baronnies         |         | 44° 17′ 48″ nord, 5° 17′ 00″ est |                |                                                                                 |             | Chapelle Saint-Martin de Buis-les-Baronnies                            |
| Chapelle Saint-Trophime de Buis-les-Baronnies                                                          | Buis-les-Baronnies         |         | 44° 15′ 57″ nord, 5° 16′ 17″ est |                |                                                                                 |             | Chapelle Saint-Trophime de Buis-les-Baronnies                          |
| Chapelle Saint-Jean de Bénivay-Ollon                                                                   | Bénivay-Ollon              |         | 44° 19′ 02″ nord, 5° 11′ 19″ est |                |                                                                                 |             | Chapelle Saint-Jean de Bénivay-Ollon                                   |
| Chapelle Notre-Dame-de-Pirtempli                                                                       | Bénivay-Ollon              |         | 44° 18′ 08″ nord, 5° 10′ 59″ est |                |                                                                                 |             | Image manquante Téléverser                                             |
| Chapelle du cimetière de Chamaloc                                                                      | Chamaloc                   |         | 44° 47′ 58″ nord, 5° 23′ 00″ est |                |                                                                                 |             | Image manquante Téléverser                                             |
| Chapelle Saint-Barthélemy de Chamaret                                                                  | Chamaret                   |         | 44° 23′ 53″ nord, 4° 53′ 05″ est | « IA26000095 » |                                                                                 |             | Image manquante Téléverser                                             |
| Chapelle inférieure de Chantemerle-les-Blés                                                            | Chantemerle-les-Blés       |         | 45° 06′ 37″ nord, 4° 53′ 49″ est | « PA00116904 » | Inscrit MH                                                                      | 1926        | Image manquante Téléverser                                             |
| Chapelle inférieure de Chantemerle-les-Blés                                                            | Chantemerle-les-Blés       |         | 45° 06′ 37″ nord, 4° 53′ 49″ est | « PA00116904 » | Inscrit MH                                                                      | 1926        | Image manquante Téléverser                                             |
| Chapelle Sainte-Croix de Chantemerle-les-Blés                                                          | Chantemerle-les-Blés       |         | 45° 06′ 37″ nord, 4° 53′ 49″ est |                |                                                                                 |             | Chapelle Sainte-Croix de Chantemerle-les-Blés                          |
| Chapelle Saint-Joseph-du-Saint-Sauveur de Saint-Sauveur                                                | Chantemerle-les-Blés       |         | 45° 06′ 52″ nord, 4° 52′ 43″ est |                |                                                                                 |             | Chapelle Saint-Joseph-du-Saint-Sauveur de Saint-Sauveur                |
| Chapelle Notre-Dame-des-Grâces de Chantemerle-lès-Grignan                                              | Chantemerle-lès-Grignan    |         | 44° 24′ 13″ nord, 4° 50′ 09″ est | « IA26000088 » |                                                                                 |             | Chapelle Notre-Dame-des-Grâces de Chantemerle-lès-Grignan              |
| Chapelle de Charmes-sur-l'Herbasse                                                                     | Charmes-sur-l'Herbasse     |         | 45° 09′ 01″ nord, 5° 00′ 46″ est |                |                                                                                 |             | Image manquante Téléverser                                             |
| Chapelle Saint-Moirans de Chastel-Arnaud                                                               | Chastel-Arnaud             |         | 44° 39′ 27″ nord, 5° 13′ 29″ est |                |                                                                                 |             | Chapelle Saint-Moirans de Chastel-Arnaud                               |
| Chapelle Saint-André des Auberts                                                                       | Chastel-Arnaud             |         | 44° 39′ 50″ nord, 5° 11′ 32″ est |                |                                                                                 |             | Image manquante Téléverser                                             |
| Chapelle Saint-Jean de Chatuzange-le-Goubet                                                            | Chatuzange-le-Goubet       |         | à géolocaliser                   |                |                                                                                 |             | Image manquante Téléverser                                             |
| Chapelle Saint-Georges de Laux                                                                         | Chauvac-Laux-Montaux       |         | 44° 19′ 04″ nord, 5° 33′ 02″ est |                |                                                                                 |             | Chapelle Saint-Georges de Laux                                         |
| Chapelle Saint-Quenin de Châteauneuf-de-Bordette                                                       | Châteauneuf-de-Bordette    |         | 44° 19′ 42″ nord, 5° 09′ 14″ est |                |                                                                                 |             | Image manquante Téléverser                                             |
| Chapelle Saint-Hugues de Châteauneuf-sur-Isère                                                         | Châteauneuf-sur-Isère      |         | 45° 00′ 55″ nord, 4° 56′ 25″ est |                |                                                                                 |             | Chapelle Saint-Hugues de Châteauneuf-sur-Isère                         |
| Chapelle Notre-Dame de Toronne de Clansayes                                                            | Clansayes                  |         | 44° 21′ 59″ nord, 4° 48′ 00″ est |                |                                                                                 |             | Chapelle Notre-Dame de Toronne de Clansayes                            |
| Chapelle Notre-Dame-des-Lumières de Margerie                                                           | Colonzelle                 |         | 44° 22′ 27″ nord, 4° 53′ 33″ est |                |                                                                                 |             | Chapelle Notre-Dame-des-Lumières de Margerie                           |
| Chapelle du Poux                                                                                       | Combovin                   |         | 44° 49′ 48″ nord, 5° 06′ 27″ est |                |                                                                                 |             | Image manquante Téléverser                                             |
| Chapelle Sainte-Marguerite de Combovin                                                                 | Combovin                   |         | 44° 52′ 35″ nord, 5° 04′ 18″ est |                |                                                                                 |             | Chapelle Sainte-Marguerite de Combovin                                 |
| Chapelle de Comps                                                                                      | Comps                      |         | 44° 33′ 25″ nord, 5° 06′ 46″ est |                |                                                                                 |             | Image manquante Téléverser                                             |
| Chapelle Saint-Genest de la Serre                                                                      | Cornillac                  |         | 44° 26′ 02″ nord, 5° 23′ 57″ est |                |                                                                                 |             | Image manquante Téléverser                                             |
| Chapelle Saint-Roch de Cornillac                                                                       | Cornillac                  |         | 44° 26′ 36″ nord, 5° 23′ 13″ est |                |                                                                                 |             | Image manquante Téléverser                                             |
| Chapelle des Cordeliers de Crest                                                                       | Crest                      |         | 44° 43′ 44″ nord, 5° 01′ 20″ est | « PA00116922 » | Inscrit MH                                                                      | 1986        | Chapelle des Cordeliers de Crest                                       |
| Chapelle de la Visitation de Crest                                                                     | Crest                      |         | 44° 43′ 49″ nord, 5° 01′ 19″ est | « PA00116923 » | Inscrit MH Façade occidentale                                                   | 1981        | Chapelle de la Visitation de Crest                                     |
| Chapelle du Calvaire de Crest                                                                          | Crest                      |         | à géolocaliser                   |                |                                                                                 |             | Image manquante Téléverser                                             |
| Chapelle du cimetière de Crest                                                                         | Crest                      |         | 44° 44′ 10″ nord, 5° 00′ 45″ est |                |                                                                                 |             | Image manquante Téléverser                                             |
| Chapelle du couvent des Capucins de Crest                                                              | Crest                      |         | 44° 44′ 00″ nord, 5° 00′ 56″ est |                |                                                                                 |             | Image manquante Téléverser                                             |
| Chapelle Saint-Ferréol de Crest                                                                        | Crest                      |         | 44° 43′ 14″ nord, 5° 01′ 36″ est |                |                                                                                 |             | Chapelle Saint-Ferréol de Crest                                        |
| Chapelle Saint-Jean de Crupies                                                                         | Crupies                    |         | 44° 33′ 38″ nord, 5° 09′ 54″ est | « PA00116930 » | Inscrit MH                                                                      | 1980        | Chapelle Saint-Jean de Crupies                                         |
| Chapelle Saint-Jean-Baptiste de Crépol                                                                 | Crépol                     |         | 45° 10′ 50″ nord, 5° 04′ 24″ est |                |                                                                                 |             | Image manquante Téléverser                                             |
| Chapelle Saint-Roch de Crépol                                                                          | Crépol                     |         | 45° 10′ 45″ nord, 5° 03′ 48″ est |                |                                                                                 |             | Chapelle Saint-Roch de Crépol                                          |
| Chapelle de l'hôpital de Die                                                                           | Die                        |         | à géolocaliser                   |                |                                                                                 |             | Image manquante Téléverser                                             |
| Chapelle Notre-Dame-d'Espérance de Die                                                                 | Die                        |         | à géolocaliser                   |                |                                                                                 |             | Image manquante Téléverser                                             |
| Chapelle du Sacré-Cœur de Donzère                                                                      | Donzère                    |         | 44° 26′ 36″ nord, 4° 42′ 45″ est |                |                                                                                 |             | Image manquante Téléverser                                             |
| Chapelle Notre-Dame-de-Combelonge de Donzère                                                           | Donzère                    |         | 44° 26′ 24″ nord, 4° 43′ 07″ est |                |                                                                                 |             | Chapelle Notre-Dame-de-Combelonge de Donzère                           |
| Chapelle Saint-Joseph de Donzère                                                                       | Donzère                    |         | 44° 26′ 50″ nord, 4° 42′ 11″ est |                |                                                                                 |             | Chapelle Saint-Joseph de Donzère                                       |
| Chapelle Notre-Dame-de-Montceau d'Espeluche                                                            | Espeluche                  |         | 44° 31′ 31″ nord, 4° 48′ 26″ est |                |                                                                                 |             | Image manquante Téléverser                                             |
| Chapelle Sainte-Béatrice d'Eymeux                                                                      | Eymeux                     |         | 45° 03′ 11″ nord, 5° 09′ 44″ est |                |                                                                                 |             | Chapelle Sainte-Béatrice d'Eymeux                                      |
| Chapelle Saint-Antoine de Félines-sur-Rimandoule                                                       | Félines-sur-Rimandoule     |         | 44° 35′ 14″ nord, 5° 03′ 29″ est |                |                                                                                 |             | Chapelle Saint-Antoine de Félines-sur-Rimandoule                       |
| Chapelle de l'Ermitage de Félines-sur-Rimandoule                                                       | Félines-sur-Rimandoule     |         | 44° 34′ 57″ nord, 5° 03′ 01″ est |                |                                                                                 |             | Image manquante Téléverser                                             |
| Chapelle de la Vière de Glandage                                                                       | Glandage                   |         | 44° 40′ 26″ nord, 5° 36′ 53″ est |                |                                                                                 |             | Image manquante Téléverser                                             |
| Chapelle de l'institut médico-éducatif de Val Brian                                                    | Grane                      |         | 44° 44′ 04″ nord, 4° 52′ 37″ est |                |                                                                                 |             | Image manquante Téléverser                                             |
| Chapelle du prieuré de Grane                                                                           | Grane                      |         | à géolocaliser                   |                |                                                                                 |             | Image manquante Téléverser                                             |
| Chapelle Saint-Vincent de Grignan                                                                      | Grignan                    |         | 44° 25′ 07″ nord, 4° 54′ 13″ est | « PA00116960 » | Inscrit MH                                                                      | 1926        | Chapelle Saint-Vincent de Grignan                                      |
| Chapelle Saint-Pierre de Bayonne                                                                       | Grignan                    |         | 44° 26′ 17″ nord, 4° 53′ 20″ est |                |                                                                                 |             | Chapelle Saint-Pierre de Bayonne                                       |
| Chapelle Notre-Dame de Bonne-Combe                                                                     | Hauterives                 |         | 45° 14′ 58″ nord, 5° 04′ 05″ est |                |                                                                                 |             | Chapelle Notre-Dame de Bonne-Combe                                     |
| Chapelle des Pénitents de Saint-Martin-Boulogne                                                        | Hostun                     |         | 45° 02′ 07″ nord, 5° 12′ 34″ est |                |                                                                                 |             | Image manquante Téléverser                                             |
| Chapelle Saint-Andéol de La Bâtie-Rolland                                                              | La Bâtie-Rolland           |         | 44° 33′ 40″ nord, 4° 51′ 12″ est | « PA00116889 » | Classé MH                                                                       | 1967        | Chapelle Saint-Andéol de La Bâtie-Rolland                              |
| Chapelle Saint-Roch, église paroissiale de La Bâtie-Rolland                                            | La Bâtie-Rolland           |         | 44° 33′ 15″ nord, 4° 52′ 06″ est |                |                                                                                 |             | Chapelle Saint-Roch, église paroissiale de La Bâtie-Rolland            |
| Chapelle Notre-Dame-du-Mont-Carmel de La Bégude-de-Mazenc                                              | La Bégude-de-Mazenc        |         | 44° 33′ 06″ nord, 4° 56′ 26″ est |                |                                                                                 |             | Chapelle Notre-Dame-du-Mont-Carmel de La Bégude-de-Mazenc              |
| Chapelle Notre-Dame-des-Lumières de Loscence                                                           | La Chapelle-en-Vercors     |         | à géolocaliser                   |                |                                                                                 |             | Image manquante Téléverser                                             |
| Chapelle Saint-Antoine de La Chapelle-en-Vercors                                                       | La Chapelle-en-Vercors     |         | à géolocaliser                   |                |                                                                                 |             | Image manquante Téléverser                                             |
| Chapelle des Sadous                                                                                    | La Chaudière               |         | 44° 37′ 49″ nord, 5° 15′ 09″ est |                |                                                                                 |             | Image manquante Téléverser                                             |
| Chapelle des Pénitents Blancs de La Garde-Adhémar                                                      | La Garde-Adhémar           |         | 44° 23′ 33″ nord, 4° 45′ 09″ est | « PA00116949 » | Inscrit MH Façades et toitures                                                  | 1988        | Chapelle des Pénitents Blancs de La Garde-Adhémar                      |
| Chapelle Sainte-Anne de La Garde-Adhémar                                                               | La Garde-Adhémar           |         | 44° 23′ 44″ nord, 4° 45′ 29″ est |                |                                                                                 |             | Image manquante Téléverser                                             |
| Chapelle Saint-Michel de la Laupie                                                                     | La Laupie                  |         | 44° 36′ 17″ nord, 4° 50′ 45″ est | « PA00116970 » | Inscrit MH                                                                      | 1987        | Chapelle Saint-Michel de la Laupie                                     |
| Chapelle Notre-Dame-de-la-Pitié de La Laupie                                                           | La Laupie                  |         | à géolocaliser                   |                |                                                                                 |             | Chapelle Notre-Dame-de-la-Pitié de La Laupie                           |
| Chapelle Saint-Jacques de La Laupie                                                                    | La Laupie                  |         | à géolocaliser                   |                |                                                                                 |             | Chapelle Saint-Jacques de La Laupie                                    |
| Chapelle Notre-Dame des Aspirants                                                                      | La Penne-sur-l'Ouvèze      |         | 44° 15′ 26″ nord, 5° 13′ 22″ est | « PA00117006 » | Inscrit MH                                                                      | 1983        | Chapelle Notre-Dame des Aspirants                                      |
| Chapelle Saint-Bonet de La Roche-sur-Grane                                                             | La Roche-sur-Grane         |         | 44° 41′ 24″ nord, 4° 55′ 50″ est |                |                                                                                 |             | Image manquante Téléverser                                             |
| Chapelle Notre-Dame-de-l'Assomption des Sias                                                           | La Roche-sur-le-Buis       |         | 44° 15′ 10″ nord, 5° 21′ 05″ est |                |                                                                                 |             | Image manquante Téléverser                                             |
| Chapelle Notre-Dame-de-Pitié de La Roche-sur-le-Buis                                                   | La Roche-sur-le-Buis       |         | 44° 16′ 35″ nord, 5° 18′ 47″ est |                |                                                                                 |             | Chapelle Notre-Dame-de-Pitié de La Roche-sur-le-Buis                   |
| Chapelle Notre-Dame-de-Maltèse de La Touche                                                            | La Touche                  |         | 44° 31′ 40″ nord, 4° 53′ 24″ est |                |                                                                                 |             | Chapelle Notre-Dame-de-Maltèse de La Touche                            |
| Chapelle castrale Saint-Jean-de-Jérusalem du Poët-Laval                                                | Le Poët-Laval              |         | 44° 32′ 13″ nord, 5° 00′ 53″ est |                |                                                                                 |             | Image manquante Téléverser                                             |
| Chapelle du couvent-orphelinat du Poët-Laval                                                           | Le Poët-Laval              |         | 44° 32′ 03″ nord, 5° 00′ 47″ est |                |                                                                                 |             | Image manquante Téléverser                                             |
| Chapelle Notre-Dame de Beaulieu du Poët-Sigillat                                                       | Le Poët-Sigillat           |         | 44° 21′ 32″ nord, 5° 19′ 06″ est |                |                                                                                 |             | Chapelle Notre-Dame de Beaulieu du Poët-Sigillat                       |
| Chapelle Saint-Bernard du Poët-Sigillat                                                                | Le Poët-Sigillat           |         | 44° 22′ 04″ nord, 5° 18′ 58″ est |                |                                                                                 |             | Chapelle Saint-Bernard du Poët-Sigillat                                |
| Chapelle Sainte-Anne du Pègue                                                                          | Le Pègue                   |         | 44° 25′ 42″ nord, 5° 02′ 46″ est | « PA00117005 » | Inscrit MH                                                                      | 1926        | Chapelle Sainte-Anne du Pègue                                          |
| Chapelle Notre-Dame de Châtenay                                                                        | Lens-Lestang               |         | 45° 17′ 52″ nord, 5° 02′ 50″ est |                |                                                                                 |             | Chapelle Notre-Dame de Châtenay                                        |
| Chapelle Saint-Didier des Tourettes                                                                    | Les Tourrettes             |         | 44° 39′ 47″ nord, 4° 48′ 23″ est | « PA00117079 » | Classé MH                                                                       | 1956        | Chapelle Saint-Didier des Tourettes                                    |
| Chapelle des Granges de Lesches-en-Diois                                                               | Lesches-en-Diois           |         | 44° 36′ 32″ nord, 5° 30′ 53″ est |                |                                                                                 |             | Image manquante Téléverser                                             |
| Chapelle de la Vierge de Haut-Livron                                                                   | Livron-sur-Drôme           |         | 44° 46′ 09″ nord, 4° 50′ 47″ est |                |                                                                                 |             | Image manquante Téléverser                                             |
| Chapelle du cimetière de Livron-sur-Drôme                                                              | Livron-sur-Drôme           |         | 44° 46′ 10″ nord, 4° 50′ 43″ est |                |                                                                                 |             | Image manquante Téléverser                                             |
| Chapelle Saint-Genys de Saint-Genys                                                                    | Livron-sur-Drôme           |         | 44° 48′ 18″ nord, 4° 52′ 03″ est |                |                                                                                 |             | Image manquante Téléverser                                             |
| Chapelle de la Visitation-de-la-Vierge de la Jarjatte                                                  | Lus-la-Croix-Haute         |         | 44° 40′ 29″ nord, 5° 45′ 21″ est |                |                                                                                 |             | Image manquante Téléverser                                             |
| Chapelle Notre-Dame de Montchamp de Malataverne                                                        | Malataverne                |         | 44° 28′ 27″ nord, 4° 45′ 28″ est |                |                                                                                 |             | Chapelle Notre-Dame de Montchamp de Malataverne                        |
| Chapelle de Manas                                                                                      | Manas                      |         | 44° 35′ 58″ nord, 4° 58′ 42″ est |                |                                                                                 |             | Chapelle de Manas                                                      |
| Chapelle Saint-Didier de Saint-Didier (Drôme)                                                          | Margès                     |         | 45° 07′ 43″ nord, 5° 00′ 45″ est |                |                                                                                 |             | Image manquante Téléverser                                             |
| Chapelle Notre-Dame de Fresneau                                                                        | Marsanne                   |         | 44° 38′ 52″ nord, 4° 52′ 07″ est |                |                                                                                 |             | Chapelle Notre-Dame de Fresneau                                        |
| Chapelle Sanctuaire Notre-Dame de Fresneau                                                             | Marsanne                   |         | 44° 38′ 54″ nord, 4° 52′ 06″ est |                |                                                                                 |             | Chapelle Sanctuaire Notre-Dame de Fresneau                             |
| Chapelle Saint-Pierre de Mercurol                                                                      | Mercurol-Veaunes           |         | 45° 06′ 07″ nord, 4° 53′ 08″ est |                |                                                                                 |             | Chapelle Saint-Pierre de Mercurol                                      |
| Chapelle du Calvaire de Mirabel-aux-Baronnies                                                          | Mirabel-aux-Baronnies      |         | à géolocaliser                   |                |                                                                                 |             | Image manquante Téléverser                                             |
| Chapelle Notre-Dame de Beaulieu de Mirabel-aux-Baronnies                                               | Mirabel-aux-Baronnies      |         | 44° 17′ 32″ nord, 5° 05′ 12″ est |                |                                                                                 |             | Image manquante Téléverser                                             |
| Chapelle Saint-Pierre de Mirabel-aux-Baronnies                                                         | Mirabel-aux-Baronnies      |         | à géolocaliser                   |                |                                                                                 |             | Image manquante Téléverser                                             |
| Chapelle Notre-Dame de Serre Méan des Berthalais                                                       | Mirabel-et-Blacons         |         | 44° 43′ 43″ nord, 5° 06′ 15″ est |                |                                                                                 |             | Image manquante Téléverser                                             |
| Chapelle Sainte-Lucie de Mirmande                                                                      | Mirmande                   |         | 44° 41′ 54″ nord, 4° 50′ 20″ est |                |                                                                                 |             | Chapelle Sainte-Lucie de Mirmande                                      |
| Chapelle Notre-Dame-du-Pont de Mollans-sur-Ouvèze                                                      | Mollans-sur-Ouvèze         |         | 44° 14′ 10″ nord, 5° 11′ 27″ est | « PA00116980 » | Inscrit MH                                                                      | 1978        | Chapelle Notre-Dame-du-Pont de Mollans-sur-Ouvèze                      |
| Chapelle des Pénitents de Mollans-sur-Ouvèze                                                           | Mollans-sur-Ouvèze         |         | à géolocaliser                   |                |                                                                                 |             | Chapelle des Pénitents de Mollans-sur-Ouvèze                           |
| Chapelle Notre-Dame la Blanche du Clot de Veaux                                                        | Mollans-sur-Ouvèze         |         | 44° 13′ 03″ nord, 5° 12′ 36″ est |                |                                                                                 |             | Image manquante Téléverser                                             |
| Chapelle Notre-Dame-des-Anges de Mollans-sur-Ouvèze                                                    | Mollans-sur-Ouvèze         |         | 44° 13′ 14″ nord, 5° 10′ 43″ est |                |                                                                                 |             | Image manquante Téléverser                                             |
| Chapelle Saint-Marcel de Mollans-sur-Ouvèze                                                            | Mollans-sur-Ouvèze         |         | 44° 14′ 20″ nord, 5° 11′ 20″ est |                |                                                                                 |             | Chapelle Saint-Marcel de Mollans-sur-Ouvèze                            |
| Chapelle Saint-Michel de Mollans-sur-Ouvèze                                                            | Mollans-sur-Ouvèze         |         | 44° 14′ 32″ nord, 5° 11′ 28″ est |                |                                                                                 |             | Image manquante Téléverser                                             |
| Chapelle Notre-Dame de la Combe                                                                        | Montauban-sur-l'Ouvèze     |         | 44° 16′ 37″ nord, 5° 29′ 09″ est |                |                                                                                 |             | Image manquante Téléverser                                             |
| Chapelle Saint-Pierre de Somecure                                                                      | Montauban-sur-l'Ouvèze     |         | 44° 16′ 15″ nord, 5° 31′ 40″ est |                |                                                                                 |             | Image manquante Téléverser                                             |
| Chapelle Saint-Blaise de Montboucher-sur-Jabron                                                        | Montboucher-sur-Jabron     |         | 44° 33′ 18″ nord, 4° 48′ 31″ est |                |                                                                                 |             | Image manquante Téléverser                                             |
| Chapelle Saint-Pierre de Vergol                                                                        | Montbrun-les-Bains         |         | 44° 12′ 26″ nord, 5° 24′ 34″ est |                |                                                                                 |             | Image manquante Téléverser                                             |
| Chapelle du Poulet                                                                                     | Montchenu                  |         | 45° 11′ 50″ nord, 5° 03′ 28″ est |                |                                                                                 |             | Image manquante Téléverser                                             |
| Chapelle Saint-Honorat du Poulet                                                                       | Montchenu                  |         | 45° 11′ 26″ nord, 5° 03′ 50″ est |                |                                                                                 |             | Image manquante Téléverser                                             |
| Chapelle de la maison d'accueil du Monastère de la Trappe d'Aiguebelle                                 | Montjoyer                  |         | 44° 27′ 45″ nord, 4° 50′ 33″ est |                |                                                                                 |             | Chapelle de la maison d'accueil du Monastère de la Trappe d'Aiguebelle |
| Chapelle Saint-Barthélemy de Citelles                                                                  | Montjoyer                  |         | 44° 29′ 12″ nord, 4° 54′ 28″ est |                |                                                                                 |             | Image manquante Téléverser                                             |
| Chapelle Saint-Joseph du Fraysse                                                                       | Montjoyer                  |         | 44° 28′ 07″ nord, 4° 52′ 37″ est |                |                                                                                 |             | Chapelle Saint-Joseph du Fraysse                                       |
| Chapelle Saint-Pierre de Montjoyer                                                                     | Montjoyer                  |         | 44° 29′ 14″ nord, 4° 50′ 35″ est |                |                                                                                 |             | Image manquante Téléverser                                             |
| Chapelle Saint-Martin de Montmiral                                                                     | Montmiral                  |         | 45° 08′ 26″ nord, 5° 08′ 26″ est |                |                                                                                 |             | Image manquante Téléverser                                             |
| Chapelle Saint-Julien de Montréal-les-Sources                                                          | Montréal-les-Sources       |         | 44° 23′ 55″ nord, 5° 18′ 22″ est |                |                                                                                 |             | Image manquante Téléverser                                             |
| Chapelle Notre-Dame des Barquets                                                                       | Montségur-sur-Lauzon       |         | 44° 22′ 27″ nord, 4° 51′ 18″ est |                |                                                                                 |             | Chapelle Notre-Dame des Barquets                                       |
| Chapelle Saint-Félix de Montségur-sur-Lauzon                                                           | Montségur-sur-Lauzon       |         | 44° 21′ 29″ nord, 4° 51′ 36″ est | « PA00116998 » | Inscrit MH                                                                      | 1978        | Chapelle Saint-Félix de Montségur-sur-Lauzon                           |
| Chapelle Saint-Claude de Montségur-sur-Lauzon                                                          | Montségur-sur-Lauzon       |         | 44° 21′ 30″ nord, 4° 52′ 34″ est |                |                                                                                 |             | Image manquante Téléverser                                             |
| Chapelle Saint-Jean de Montségur-sur-Lauzon                                                            | Montségur-sur-Lauzon       |         | 44° 21′ 43″ nord, 4° 51′ 18″ est |                |                                                                                 |             | Chapelle Saint-Jean de Montségur-sur-Lauzon                            |
| Chapelle Saint-Pierre de Montvendre                                                                    | Montvendre                 |         | 44° 51′ 55″ nord, 5° 00′ 45″ est |                |                                                                                 |             | Chapelle Saint-Pierre de Montvendre                                    |
| Ancienne chapelle des Pénitents de Montvendre                                                          | Montvendre                 |         | à géolocaliser                   |                |                                                                                 |             | Image manquante Téléverser                                             |
| Chapelle du château de Monteynard                                                                      | Montélier                  |         | 44° 56′ 26″ nord, 5° 01′ 29″ est |                |                                                                                 |             | Image manquante Téléverser                                             |
| Chapelle Notre-Dame de Fauconnières                                                                    | Montélier                  |         | 44° 56′ 51″ nord, 4° 58′ 55″ est |                |                                                                                 |             | Image manquante Téléverser                                             |
| Chapelle Notre-Dame de la Rose                                                                         | Montélimar                 |         | 44° 33′ 46″ nord, 4° 45′ 15″ est |                |                                                                                 |             | Image manquante Téléverser                                             |
| Chapelle de l'établissement d'hébergement pour personnes âgées dépendantes Sainte-Marthe de Montélimar | Montélimar                 |         | à géolocaliser                   |                |                                                                                 |             | Image manquante Téléverser                                             |
| Chapelle de l'Hôtel-Dieu de Montélimar                                                                 | Montélimar                 |         | à géolocaliser                   |                |                                                                                 |             | Image manquante Téléverser                                             |
| Chapelle des Carmes de Montélimar                                                                      | Montélimar                 |         | à géolocaliser                   |                |                                                                                 |             | Image manquante Téléverser                                             |
| Chapelle du couvent des Capucins, puis des Sœurs de la Visitation de Montélimar                        | Montélimar                 |         | à géolocaliser                   |                |                                                                                 |             | Image manquante Téléverser                                             |
| Chapelle Notre-Dame-des-Victoires dite aussi la Daurelle de Gournier                                   | Montélimar                 |         | 44° 32′ 07″ nord, 4° 43′ 40″ est |                |                                                                                 |             | Image manquante Téléverser                                             |
| Chapelle Saint-André de Ravaly                                                                         | Montélimar                 |         | 44° 31′ 42″ nord, 4° 45′ 45″ est |                |                                                                                 |             | Image manquante Téléverser                                             |
| Chapelle Saint-Just de Montélimar                                                                      | Montélimar                 |         | à géolocaliser                   |                |                                                                                 |             | Image manquante Téléverser                                             |
| Chapelle Saint-Pierre de Montélimar                                                                    | Montélimar                 |         | 44° 33′ 32″ nord, 4° 45′ 15″ est |                |                                                                                 |             | Chapelle Saint-Pierre de Montélimar                                    |
| Chapelle de Montéléger                                                                                 | Montéléger                 |         | 44° 51′ 13″ nord, 4° 56′ 04″ est |                |                                                                                 |             | Chapelle de Montéléger                                                 |
| Chapelle du centre hospitalier de Centre Hospitalier Spécialisé le Valmont                             | Montéléger                 |         | à géolocaliser                   |                |                                                                                 |             | Image manquante Téléverser                                             |
| Chapelle de 1841 de Pelleret                                                                           | Mévouillon                 |         | 44° 14′ 49″ nord, 5° 30′ 06″ est |                |                                                                                 |             | Image manquante Téléverser                                             |
| Chapelle Notre-Dame de Barbentane de Mévouillon                                                        | Mévouillon                 |         | 44° 14′ 12″ nord, 5° 28′ 26″ est |                |                                                                                 |             | Image manquante Téléverser                                             |
| Chapelle Saint-Cyrey de Mévouillon                                                                     | Mévouillon                 |         | 44° 14′ 15″ nord, 5° 29′ 19″ est |                |                                                                                 |             | Image manquante Téléverser                                             |
| Chapelle Sainte-Bernadette de la Farette                                                               | Mévouillon                 |         | 44° 13′ 46″ nord, 5° 29′ 16″ est |                |                                                                                 |             | Chapelle Sainte-Bernadette de la Farette                               |
| Chapelle de Chaussan                                                                                   | Nyons                      |         | 44° 21′ 17″ nord, 5° 07′ 12″ est |                |                                                                                 |             | Image manquante Téléverser                                             |
| Chapelle Notre-Dame de Reparat de Nyons                                                                | Nyons                      |         | à géolocaliser                   |                |                                                                                 |             | Image manquante Téléverser                                             |
| Chapelle Saint-Ange de Peyrins                                                                         | Peyrins                    |         | 45° 07′ 15″ nord, 5° 04′ 22″ est |                |                                                                                 |             | Image manquante Téléverser                                             |
| Chapelle Saint-Roch de Peyrins                                                                         | Peyrins                    |         | 45° 07′ 09″ nord, 5° 02′ 51″ est |                |                                                                                 |             | Chapelle Saint-Roch de Peyrins                                         |
| Chapelle Saint-Pierre de Peyrus                                                                        | Peyrus                     |         | 44° 55′ 08″ nord, 5° 06′ 25″ est | « PA00117007 » | Classé MH                                                                       | 1964        | Chapelle Saint-Pierre de Peyrus                                        |
| Chapelle des Pénitents blancs de Pierrelatte                                                           | Pierrelatte                |         | à géolocaliser                   |                |                                                                                 |             | Chapelle des Pénitents blancs de Pierrelatte                           |
| Chapelle Notre-Dame-des-Grâces de Pierrelatte                                                          | Pierrelatte                |         | 44° 22′ 52″ nord, 4° 41′ 25″ est |                |                                                                                 |             | Chapelle Notre-Dame-des-Grâces de Pierrelatte                          |
| Chapelle Saint-Roch de Pierrelatte                                                                     | Pierrelatte                |         | 44° 22′ 12″ nord, 4° 41′ 34″ est |                |                                                                                 |             | Chapelle Saint-Roch de Pierrelatte                                     |
| Chapelle Sainte-Thérèse de Pierrelatte                                                                 | Pierrelatte                |         | 44° 22′ 41″ nord, 4° 41′ 43″ est |                |                                                                                 |             | Chapelle Sainte-Thérèse de Pierrelatte                                 |
| Chapelle Notre-Dame-de-Consolation de Pierrelongue                                                     | Pierrelongue               |         | 44° 14′ 44″ nord, 5° 13′ 02″ est |                |                                                                                 |             | Chapelle Notre-Dame-de-Consolation de Pierrelongue                     |
| Chapelle Notre-Dame du Cadenet                                                                         | Piégon                     |         | 44° 18′ 02″ nord, 5° 07′ 45″ est | « PA00132812 » | Inscrit MH                                                                      | 1994        | Chapelle Notre-Dame du Cadenet                                         |
| Chapelle Notre-Dame-de-Bon-Secours de Piégros-la-Clastre                                               | Piégros-la-Clastre         |         | 44° 41′ 54″ nord, 5° 06′ 03″ est |                |                                                                                 |             | Image manquante Téléverser                                             |
| Chapelle Saint-Médard de Piégros                                                                       | Piégros-la-Clastre         |         | 44° 40′ 42″ nord, 5° 05′ 52″ est |                |                                                                                 |             | Image manquante Téléverser                                             |
| Chapelle Notre-Dame d'Aiguières                                                                        | Plaisians                  |         | 44° 13′ 15″ nord, 5° 20′ 32″ est |                |                                                                                 |             | Image manquante Téléverser                                             |
| Chapelle Saint-Roch des Girards                                                                        | Plaisians                  |         | 44° 14′ 01″ nord, 5° 19′ 19″ est |                |                                                                                 |             | Chapelle Saint-Roch des Girards                                        |
| Chapelle de Villeneuve à Plaisians                                                                     | Plaisians                  |         | 44° 13′ 26″ nord, 5° 17′ 26″ est |                |                                                                                 |             | Image manquante Téléverser                                             |
| Chapelle Saint-Laurent de Portes-en-Valdaine                                                           | Portes-en-Valdaine         |         | 44° 32′ 26″ nord, 4° 55′ 07″ est |                |                                                                                 |             | Chapelle Saint-Laurent de Portes-en-Valdaine                           |
| Chapelle Saint-Gervais de Portes-lès-Valence                                                           | Portes-lès-Valence         |         | 44° 51′ 44″ nord, 4° 53′ 34″ est | « PA00117106 » | Inscrit MH                                                                      | 1990        | Chapelle Saint-Gervais de Portes-lès-Valence                           |
| Chapelle Saint-Bonnet de Puygiron                                                                      | Puygiron                   |         | 44° 32′ 15″ nord, 4° 51′ 18″ est | « PA00117016 » | Inscrit MH                                                                      | 1929        | Chapelle Saint-Bonnet de Puygiron                                      |
| Chapelle du cimetière de Savel                                                                         | Rimon-et-Savel             |         | 44° 39′ 01″ nord, 5° 17′ 41″ est |                |                                                                                 |             | Image manquante Téléverser                                             |
| Chapelle de Blacon                                                                                     | Roche-Saint-Secret-Béconne |         | 44° 27′ 56″ nord, 5° 02′ 07″ est |                |                                                                                 |             | Image manquante Téléverser                                             |
| Chapelle Notre-Dame de Béconne                                                                         | Roche-Saint-Secret-Béconne |         | 44° 29′ 31″ nord, 5° 03′ 09″ est |                |                                                                                 |             | Chapelle Notre-Dame de Béconne                                         |
| Chapelle Sainte-Madeleine de Roche-Saint-Secret-Béconne                                                | Roche-Saint-Secret-Béconne |         | à géolocaliser                   |                |                                                                                 |             | Image manquante Téléverser                                             |
| Chapelle Saint-Secret dite chapelle de la Roche de Roche-Saint-Secret-Béconne                          | Roche-Saint-Secret-Béconne |         | 44° 28′ 46″ nord, 5° 02′ 53″ est |                |                                                                                 |             | Image manquante Téléverser                                             |
| Chapelle des Bouchiers                                                                                 | Rochefort-Samson           |         | 44° 58′ 01″ nord, 5° 08′ 27″ est |                |                                                                                 |             | Image manquante Téléverser                                             |
| Chapelle Saint-Régis de Rochefort-Samson                                                               | Rochefort-Samson           |         | 44° 58′ 11″ nord, 5° 09′ 04″ est |                |                                                                                 |             | Image manquante Téléverser                                             |
| Chapelle Saint Blaise de Rochefort-en-Valdaine                                                         | Rochefort-en-Valdaine      |         | 44° 30′ 41″ nord, 4° 51′ 16″ est | « PA26000010 » | Inscrit MH                                                                      | 2001        | Chapelle Saint Blaise de Rochefort-en-Valdaine                         |
| Chapelle Sainte Agathe de Rochefort-en-Valdaine                                                        | Rochefort-en-Valdaine      |         | 44° 31′ 05″ nord, 4° 51′ 40″ est |                |                                                                                 |             | Image manquante Téléverser                                             |
| Chapelle Notre-Dame de l'Aribat                                                                        | Rochefourchat              |         | 44° 36′ 28″ nord, 5° 15′ 25″ est |                |                                                                                 |             | Chapelle Notre-Dame de l'Aribat                                        |
| Chapelle Notre-Dame-des-Aubagnans                                                                      | Rochegude                  |         | 44° 15′ 43″ nord, 4° 49′ 25″ est | « PA00117022 » | Inscrit MH                                                                      | 2021        | Chapelle Notre-Dame-des-Aubagnans                                      |
| Chapelle Saint-Denis de Rochegude                                                                      | Rochegude                  |         | 44° 14′ 42″ nord, 4° 49′ 43″ est | « PA00117023 » | Inscrit MH                                                                      | 1926        | Chapelle Saint-Denis de Rochegude                                      |
| Chapelle Sainte-Madeleine de Romans-sur-Isère                                                          | Romans-sur-Isère           |         | 45° 02′ 34″ nord, 5° 02′ 58″ est | « PA00117025 » | Inscrit MH ; Classé MH                                                          | 1960 ; 1960 | Image manquante Téléverser                                             |
| Chapelle de l'école Notre-Dame-des-Champs de Romans-sur-Isère                                          | Romans-sur-Isère           |         | 45° 02′ 44″ nord, 5° 02′ 56″ est |                |                                                                                 |             | Image manquante Téléverser                                             |
| Chapelle du monastère des Clarisses de Romans-sur-Isère                                                | Romans-sur-Isère           |         | 45° 02′ 40″ nord, 5° 03′ 20″ est |                |                                                                                 |             | Image manquante Téléverser                                             |
| Chapelle Notre-Dame du couvent de la Visitation de Romans-sur-Isère                                    | Romans-sur-Isère           |         | 45° 02′ 33″ nord, 5° 02′ 56″ est |                |                                                                                 |             | Image manquante Téléverser                                             |
| Chapelle Saint-Jean-de-Dieu de Romans-sur-Isère                                                        | Romans-sur-Isère           |         | à géolocaliser                   |                |                                                                                 |             | Image manquante Téléverser                                             |
| Chapelle Saint-Roch des Balmes                                                                         | Romans-sur-Isère           |         | 45° 03′ 38″ nord, 5° 00′ 41″ est |                |                                                                                 |             | Chapelle Saint-Roch des Balmes                                         |
| Chapelle de Saint-Pierre de Romans-sur-Isère                                                           | Romans-sur-Isère           |         | 45° 03′ 15″ nord, 5° 00′ 48″ est |                |                                                                                 |             | Image manquante Téléverser                                             |
| Chapelle Notre-Dame-des-Anges de Rottier                                                               | Rottier                    |         | 44° 28′ 34″ nord, 5° 25′ 11″ est |                |                                                                                 |             | Image manquante Téléverser                                             |
| Chapelle Saint-Germain de Roussas                                                                      | Roussas                    |         | 44° 25′ 55″ nord, 4° 48′ 02″ est | « PA00117042 » | Inscrit MH                                                                      | 1926        | Chapelle Saint-Germain de Roussas                                      |
| Chapelle Saint-Joseph de Roussas                                                                       | Roussas                    |         | à géolocaliser                   | « IA26000158 » |                                                                                 |             | Chapelle Saint-Joseph de Roussas                                       |
| Chapelle du Sanctuaire Saint-Joseph de Roussas                                                         | Roussas                    |         | 44° 25′ 48″ nord, 4° 47′ 55″ est | « IA26000097 » |                                                                                 |             | Chapelle du Sanctuaire Saint-Joseph de Roussas                         |
| Chapelle Notre-Dame de Beauvoir de Rousset-les-Vignes                                                  | Rousset-les-Vignes         |         | 44° 25′ 22″ nord, 5° 04′ 17″ est | « IA26000091 » |                                                                                 |             | Chapelle Notre-Dame de Beauvoir de Rousset-les-Vignes                  |
| Chapelle Saint-Michel de Roynac                                                                        | Roynac                     |         | 44° 38′ 54″ nord, 4° 55′ 59″ est |                |                                                                                 |             | Image manquante Téléverser                                             |
| Chapelle Saint-Michel de Rémuzat                                                                       | Rémuzat                    |         | 44° 24′ 52″ nord, 5° 21′ 14″ est |                |                                                                                 |             | Image manquante Téléverser                                             |
| Chapelle Saint-Joseph-des-Champs de Sahune                                                             | Sahune                     |         | 44° 24′ 44″ nord, 5° 16′ 34″ est |                |                                                                                 |             | Chapelle Saint-Joseph-des-Champs de Sahune                             |
| Chapelle des Pénitents de Saint-Agnan-en-Vercors                                                       | Saint-Agnan-en-Vercors     |         | 44° 56′ 09″ nord, 5° 25′ 55″ est |                |                                                                                 |             | Image manquante Téléverser                                             |
| Chapelle Saint-Régis de Saint-Agnan-en-Vercors                                                         | Saint-Agnan-en-Vercors     |         | 44° 55′ 30″ nord, 5° 25′ 48″ est |                |                                                                                 |             | Image manquante Téléverser                                             |
| Chapelle Notre-Dame-de-la-Salette de la Britière                                                       | Saint-Agnan-en-Vercors     |         | 44° 54′ 35″ nord, 5° 25′ 42″ est |                |                                                                                 |             | Image manquante Téléverser                                             |
| Chapelle Saint-Alexis de Saint-Agnan-en-Vercors                                                        | Saint-Agnan-en-Vercors     |         | 44° 51′ 49″ nord, 5° 25′ 09″ est |                |                                                                                 |             | Image manquante Téléverser                                             |
| Chapelle Saint-Baudille de Saint-Bardoux                                                               | Saint-Bardoux              |         | 45° 05′ 44″ nord, 4° 59′ 06″ est |                |                                                                                 |             | Image manquante Téléverser                                             |
| Chapelle de Marnas                                                                                     | Saint-Barthélemy-de-Vals   |         | 45° 09′ 39″ nord, 4° 53′ 08″ est |                |                                                                                 |             | Image manquante Téléverser                                             |
| Chapelle Notre-Dame-de-Vals de Saint-Barthélemy-de-Vals                                                | Saint-Barthélemy-de-Vals   |         | 45° 10′ 49″ nord, 4° 50′ 35″ est |                |                                                                                 |             | Image manquante Téléverser                                             |
| Chapelle des évêques de Saint-Donat-sur-l'Herbasse                                                     | Saint-Donat-sur-l'Herbasse |         | 45° 07′ 23″ nord, 4° 58′ 57″ est | « PA00117047 » | Classé MH                                                                       | 1906        | Chapelle des évêques de Saint-Donat-sur-l'Herbasse                     |
| Chapelle des Condamines                                                                                | Saint-Ferréol-Trente-Pas   |         | 44° 26′ 19″ nord, 5° 14′ 22″ est |                |                                                                                 |             | Image manquante Téléverser                                             |
| Chapelle de Saint-Gervais-sur-Roubion                                                                  | Saint-Gervais-sur-Roubion  |         | 44° 34′ 51″ nord, 4° 53′ 20″ est |                |                                                                                 |             | Chapelle de Saint-Gervais-sur-Roubion                                  |
| Chapelle Saint-Marcel dite chapelle de Surel des Javaisans                                             | Saint-Marcel-lès-Valence   |         | à géolocaliser                   |                |                                                                                 |             | Image manquante Téléverser                                             |
| Chapelle Sainte-Marguerite de Brugnières                                                               | Saint-Martin-d'Août        |         | à géolocaliser                   |                |                                                                                 |             | Image manquante Téléverser                                             |
| Chapelle de l'abbaye de Bodon                                                                          | Saint-May                  |         | 44° 25′ 47″ nord, 5° 19′ 46″ est |                |                                                                                 |             | Image manquante Téléverser                                             |
| Chapelle du cimetière de Saint-Nazaire-en-Royans                                                       | Saint-Nazaire-en-Royans    |         | 45° 03′ 33″ nord, 5° 14′ 36″ est |                |                                                                                 |             | Image manquante Téléverser                                             |
| Chapelle Saint-Joseph de Saint-Nazaire-le-Désert                                                       | Saint-Nazaire-le-Désert    |         | 44° 34′ 09″ nord, 5° 16′ 37″ est |                |                                                                                 |             | Chapelle Saint-Joseph de Saint-Nazaire-le-Désert                       |
| Chapelle Saint-Thomas dite de Petit Paris de la Font                                                   | Saint-Nazaire-le-Désert    |         | 44° 33′ 14″ nord, 5° 14′ 37″ est |                |                                                                                 |             | Image manquante Téléverser                                             |
| Chapelle Notre-Dame-de-Santé de Saint-Pantaléon-les-Vignes                                             | Saint-Pantaléon-les-Vignes |         | à géolocaliser                   |                |                                                                                 |             | Image manquante Téléverser                                             |
| Chapelle Notre-Dame de Saint-Paul-Trois-Châteaux                                                       | Saint-Paul-Trois-Châteaux  |         | à géolocaliser                   |                |                                                                                 |             | Image manquante Téléverser                                             |
| Chapelle Sainte-Juste de Saint-Paul-Trois-Châteaux                                                     | Saint-Paul-Trois-Châteaux  |         | 44° 20′ 28″ nord, 4° 46′ 19″ est |                |                                                                                 |             | Image manquante Téléverser                                             |
| Chapelle du Saint-Sépulcre de Saint-Restitut                                                           | Saint-Restitut             |         | 44° 20′ 06″ nord, 4° 47′ 23″ est | « PA00117058 » | Classé MH                                                                       | 1908        | Chapelle du Saint-Sépulcre de Saint-Restitut                           |
| Chapelle de l'hospice de Rochetaillée de Saint-Uze                                                     | Saint-Uze                  |         | 45° 10′ 46″ nord, 4° 50′ 37″ est |                |                                                                                 |             | Chapelle de l'hospice de Rochetaillée de Saint-Uze                     |
| Chapelle Sainte-Euphémie de Saint-Uze                                                                  | Saint-Uze                  |         | 45° 10′ 55″ nord, 4° 50′ 50″ est |                |                                                                                 |             | Image manquante Téléverser                                             |
| Chapelle de l'hôpital de Saint-Vallier                                                                 | Saint-Vallier              |         | à géolocaliser                   |                |                                                                                 |             | Image manquante Téléverser                                             |
| Chapelle du couvent des Bénédictins de Saint-Vallier                                                   | Saint-Vallier              |         | à géolocaliser                   |                |                                                                                 |             | Image manquante Téléverser                                             |
| Chapelle Sainte-Anastase de Sainte-Jalle                                                               | Sainte-Jalle               |         | 44° 19′ 24″ nord, 5° 16′ 25″ est | « PA00117050 » | Inscrit MH                                                                      | 1984        | Chapelle Sainte-Anastase de Sainte-Jalle                               |
| Chapelle Notre-Dame-de-Pitié de Sainte-Jalle                                                           | Sainte-Jalle               |         | 44° 20′ 45″ nord, 5° 17′ 00″ est |                |                                                                                 |             | Chapelle Notre-Dame-de-Pitié de Sainte-Jalle                           |
| Chapelle Notre-Dame de Mont Grum de Savasse                                                            | Savasse                    |         | 44° 36′ 24″ nord, 4° 46′ 44″ est |                |                                                                                 |             | Image manquante Téléverser                                             |
| Chapelle Saint-Raphaël de Solérieux                                                                    | Solérieux                  |         | à géolocaliser                   |                |                                                                                 |             | Image manquante Téléverser                                             |
| Chapelle Saint-Jean-Baptiste de Chosséon                                                               | Suze                       |         | 44° 44′ 10″ nord, 5° 05′ 35″ est |                |                                                                                 |             | Image manquante Téléverser                                             |
| Chapelle Saint-Pancrace de Suze                                                                        | Suze                       |         | 44° 46′ 52″ nord, 5° 05′ 57″ est |                |                                                                                 |             | Image manquante Téléverser                                             |
| Chapelle Saint-Torquat                                                                                 | Suze-la-Rousse             |         | 44° 18′ 38″ nord, 4° 50′ 39″ est | « PA00117070 » | Inscrit MH                                                                      | 1926        | Chapelle Saint-Torquat                                                 |
| Chapelle funéraire des Seigneurs de la Baume                                                           | Suze-la-Rousse             |         | 44° 17′ 23″ nord, 4° 50′ 23″ est | « PA00117071 » | Inscrit MH                                                                      | 1981        | Chapelle funéraire des Seigneurs de la Baume                           |
| Chapelle seigneuriale Saint-Michel de Suze-la-Rousse                                                   | Suze-la-Rousse             |         | 44° 17′ 20″ nord, 4° 49′ 57″ est |                |                                                                                 |             | Chapelle seigneuriale Saint-Michel de Suze-la-Rousse                   |
| Chapelle du château de Suze-la-Rousse                                                                  | Suze-la-Rousse             |         | 44° 17′ 24″ nord, 4° 50′ 18″ est |                |                                                                                 |             | Image manquante Téléverser                                             |
| Chapelle Saint-Christophe de Tain-l'Hermitage                                                          | Tain-l'Hermitage           |         | 45° 04′ 43″ nord, 4° 50′ 12″ est | « PA00117075 » | Inscrit MH                                                                      | 1934        | Chapelle Saint-Christophe de Tain-l'Hermitage                          |
| Chapelle de Larnage de Tain-l'Hermitage                                                                | Tain-l'Hermitage           |         | à géolocaliser                   |                |                                                                                 |             | Chapelle de Larnage de Tain-l'Hermitage                                |
| Chapelle funéraire de Tain-l'Hermitage                                                                 | Tain-l'Hermitage           |         | 45° 04′ 18″ nord, 4° 50′ 50″ est |                |                                                                                 |             | Image manquante Téléverser                                             |
| Chapelle de l'hospice Deydier de Taulignan                                                             | Taulignan                  |         | 44° 26′ 33″ nord, 4° 58′ 44″ est |                |                                                                                 |             | Image manquante Téléverser                                             |
| Chapelle Saint-Marcel de Saint-Marcel (Drôme)                                                          | Taulignan                  |         | 44° 26′ 45″ nord, 5° 00′ 04″ est | « IA26000177 » |                                                                                 |             | Image manquante Téléverser                                             |
| Chapelle Saint-Pierre de Taulignan                                                                     | Taulignan                  |         | 44° 26′ 26″ nord, 4° 58′ 31″ est | « IA26000176 » |                                                                                 |             | Image manquante Téléverser                                             |
| Chapelle d'Archiane                                                                                    | Treschenu-Creyers          |         | 44° 44′ 45″ nord, 5° 30′ 15″ est |                |                                                                                 |             | Image manquante Téléverser                                             |
| Chapelle du cimetière de Triors                                                                        | Triors                     |         | 45° 05′ 29″ nord, 5° 07′ 05″ est |                |                                                                                 |             | Image manquante Téléverser                                             |
| Chapelle Saint-Maurice de Truinas                                                                      | Truinas                    |         | 44° 33′ 58″ nord, 5° 04′ 47″ est |                |                                                                                 |             | Image manquante Téléverser                                             |
| Chapelle Notre-Dame du Roure de Tulette                                                                | Tulette                    |         | 44° 16′ 50″ nord, 4° 54′ 35″ est |                |                                                                                 |             | Chapelle Notre-Dame du Roure de Tulette                                |
| Chapelle Sainte-Baudille d'Upie                                                                        | Upie                       |         | 44° 48′ 34″ nord, 4° 58′ 59″ est | « PA00117082 » | Inscrit MH                                                                      | 1926        | Chapelle Sainte-Baudille d'Upie                                        |
| Chapelle des Capucins de Valence                                                                       | Valence                    |         | 44° 56′ 07″ nord, 4° 53′ 23″ est | « PA26000003 » | Inscrit MH                                                                      | 1997        | Chapelle des Capucins de Valence                                       |
| Chapelle des Cordeliers de Valence                                                                     | Valence                    |         | 44° 56′ 06″ nord, 4° 53′ 31″ est | « PA00117086 » | Classé MH Façade principale ; Inscrit MH Ancienne chapelle, sauf partie classée | 1983 ; 1983 | Chapelle des Cordeliers de Valence                                     |
| Chapelle de la maison diocésaine de Valence                                                            | Valence                    |         | à géolocaliser                   |                |                                                                                 |             | Image manquante Téléverser                                             |
| Chapelle de la maison diocésaine du Bon-Pasteur de Valence                                             | Valence                    |         | à géolocaliser                   |                |                                                                                 |             | Image manquante Téléverser                                             |
| Chapelle de l'école Saint-Apollinaire de Valence                                                       | Valence                    |         | à géolocaliser                   |                |                                                                                 |             | Image manquante Téléverser                                             |
| Chapelle de l'école Saint-Victor de Valence                                                            | Valence                    |         | à géolocaliser                   |                |                                                                                 |             | Image manquante Téléverser                                             |
| Chapelle de l'Immaculée-Conception de Valence                                                          | Valence                    |         | à géolocaliser                   |                |                                                                                 |             | Image manquante Téléverser                                             |
| Chapelle Notre-Dame-de-Soyons de Valence                                                               | Valence                    |         | à géolocaliser                   |                |                                                                                 |             | Image manquante Téléverser                                             |
| Chapelle ossuaire du cimetière de Valence                                                              | Valence                    |         | 44° 56′ 12″ nord, 4° 54′ 32″ est |                |                                                                                 |             | Image manquante Téléverser                                             |
| Chapelle Saint-Joseph, des Rédemptoristes de Valence                                                   | Valence                    |         | à géolocaliser                   |                |                                                                                 |             | Image manquante Téléverser                                             |
| Chapelle Saint-Mamert-et-Saint-Edmond de la Mûre                                                       | Vassieux-en-Vercors        |         | à géolocaliser                   |                |                                                                                 |             | Image manquante Téléverser                                             |
| Chapelle Saint-Roch de Vaunaveys-la-Rochette                                                           | Vaunaveys-la-Rochette      |         | 44° 46′ 28″ nord, 5° 02′ 27″ est |                |                                                                                 |             | Image manquante Téléverser                                             |
| Chapelle Sainte-Philomène de Vaunaveys-la-Rochette                                                     | Vaunaveys-la-Rochette      |         | à géolocaliser                   |                |                                                                                 |             | Image manquante Téléverser                                             |
| Chapelle du cimetière de Venterol                                                                      | Venterol                   |         | 44° 23′ 15″ nord, 5° 06′ 01″ est |                |                                                                                 |             | Image manquante Téléverser                                             |
| Chapelle Sainte-Perpétue de Venterol                                                                   | Venterol                   |         | 44° 22′ 53″ nord, 5° 05′ 00″ est |                |                                                                                 |             | Image manquante Téléverser                                             |
| Chapelle de Verclause                                                                                  | Verclause                  |         | 44° 22′ 54″ nord, 5° 25′ 35″ est |                |                                                                                 |             | Image manquante Téléverser                                             |
| Chapelle Notre-Dame des Champs de Vercoiran                                                            | Vercoiran                  |         | 44° 18′ 26″ nord, 5° 21′ 06″ est |                |                                                                                 |             | Image manquante Téléverser                                             |
| Chapelle de la Viste d'Autanne                                                                         | Vercoiran                  |         | 44° 18′ 27″ nord, 5° 19′ 42″ est |                |                                                                                 |             | Image manquante Téléverser                                             |
| Chapelle Saint-Côme et saint-Damien de Vers-sur-Méouge                                                 | Vers-sur-Méouge            |         | 44° 13′ 56″ nord, 5° 32′ 25″ est |                |                                                                                 |             | Chapelle Saint-Côme et saint-Damien de Vers-sur-Méouge                 |
| Chapelle de la Madeleine de Villefranche-le-Château                                                    | Villefranche-le-Château    |         | 44° 13′ 14″ nord, 5° 31′ 22″ est |                |                                                                                 |             | Chapelle de la Madeleine de Villefranche-le-Château                    |
| Chapelle Saint-Christophe de Véronne                                                                   | Véronne                    |         | 44° 44′ 15″ nord, 5° 10′ 55″ est |                |                                                                                 |             | Image manquante Téléverser                                             |
| Chapelle Saint-Hilaire de la commanderie des Frères Hospitaliers de Lachal                             | Épinouze                   |         | 45° 18′ 38″ nord, 4° 54′ 15″ est |                |                                                                                 |             | Image manquante Téléverser                                             |
| Chapelle des Pénitents d'Étoile-sur-Rhône                                                              | Étoile-sur-Rhône           |         | 44° 50′ 19″ nord, 4° 53′ 29″ est |                |                                                                                 |             | Image manquante Téléverser                                             |
| Chapelle Sainte-Catherine d'Étoile-sur-Rhône                                                           | Étoile-sur-Rhône           |         | 44° 50′ 18″ nord, 4° 53′ 36″ est |                |                                                                                 |             | Image manquante Téléverser                                             |
| Chapelle Saint-Roch de la Paillasse                                                                    | Étoile-sur-Rhône           |         | 44° 50′ 11″ nord, 4° 51′ 55″ est |                |                                                                                 |             | Image manquante Téléverser                                             |